# Düssen (Uradelsgeschlecht)

Wappen derer von der Düssen 1270

Von der Düssen (auch: Dussen) ist der Name eines niederländischen Uradelsgeschlechts.
Die hier behandelte Familie ist von dem namens- und wappengleichen niederländischen Briefadelsgeschlecht Van der Düssen zu unterscheiden.

## Geschichte
Das uradelige Geschlecht wird urkundlich erstmals 1156 mit Jacobus van der Dussen erwähnt. Ritter Jan I. von der Düssen († vor 1298) war Herr des Kastells Dussen in Dussen in der heutigen Provinz Noord-Brabant und kämpfte 1288 an der Seite von Herzog Johann I. von Brabant in der Schlacht von Worringen. Der namensgebende Stammsitz Dussen blieb bis in die erste Hälfte des 16. Jahrhunderts in Händen der Familie. Dann übergab der kinderlose Jan VI. van der Düssen († 1540), Letzter der Familie im Mannesstamm, Kastell Dussen 1536 an seine Schwester Cornelia von der Düssen († 1584), die mit Godfried van Brecht verheiratet war und dadurch Dussen an die Familie von Brecht brachte.

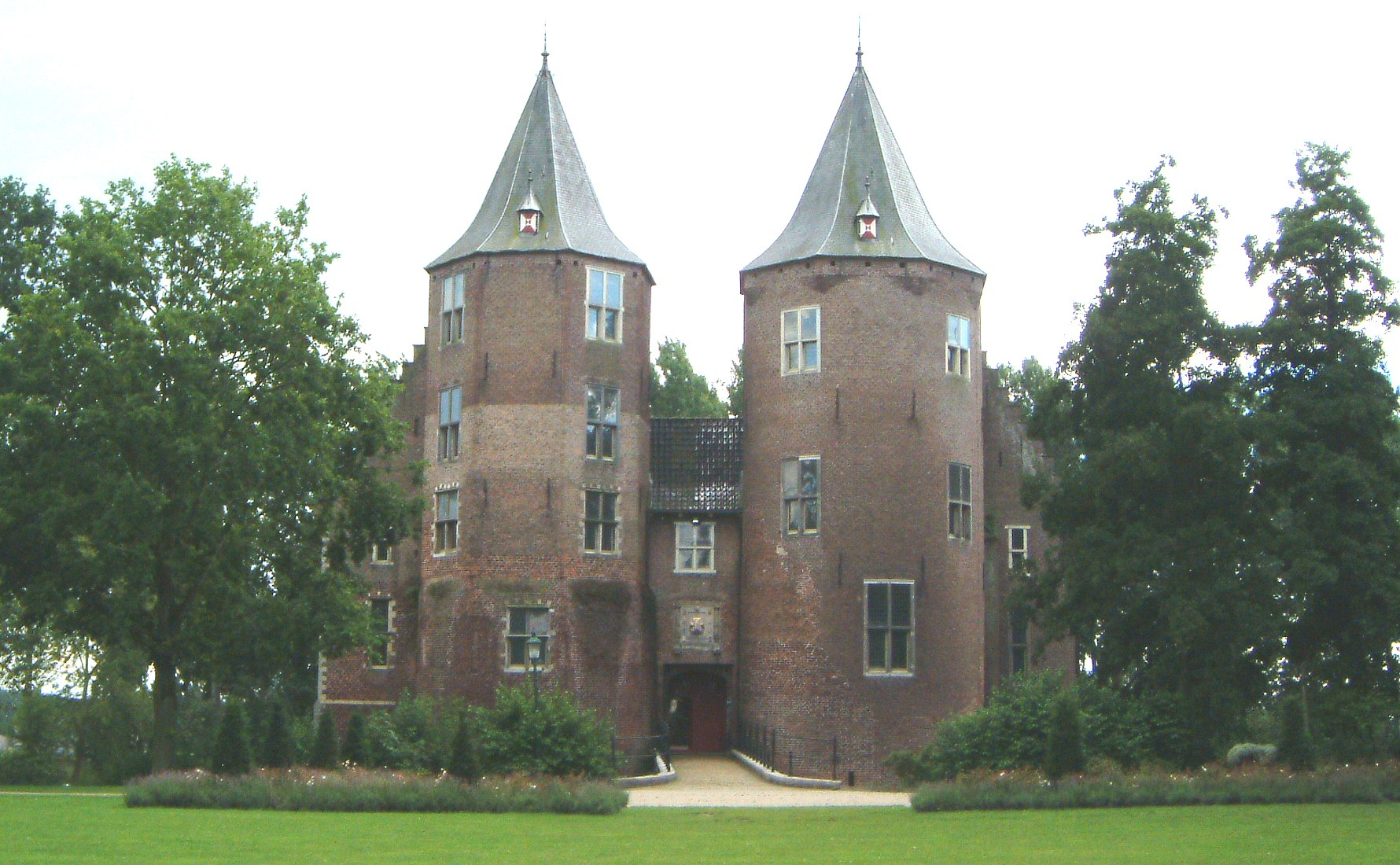
Kastell Dussen – Frontseite 2007
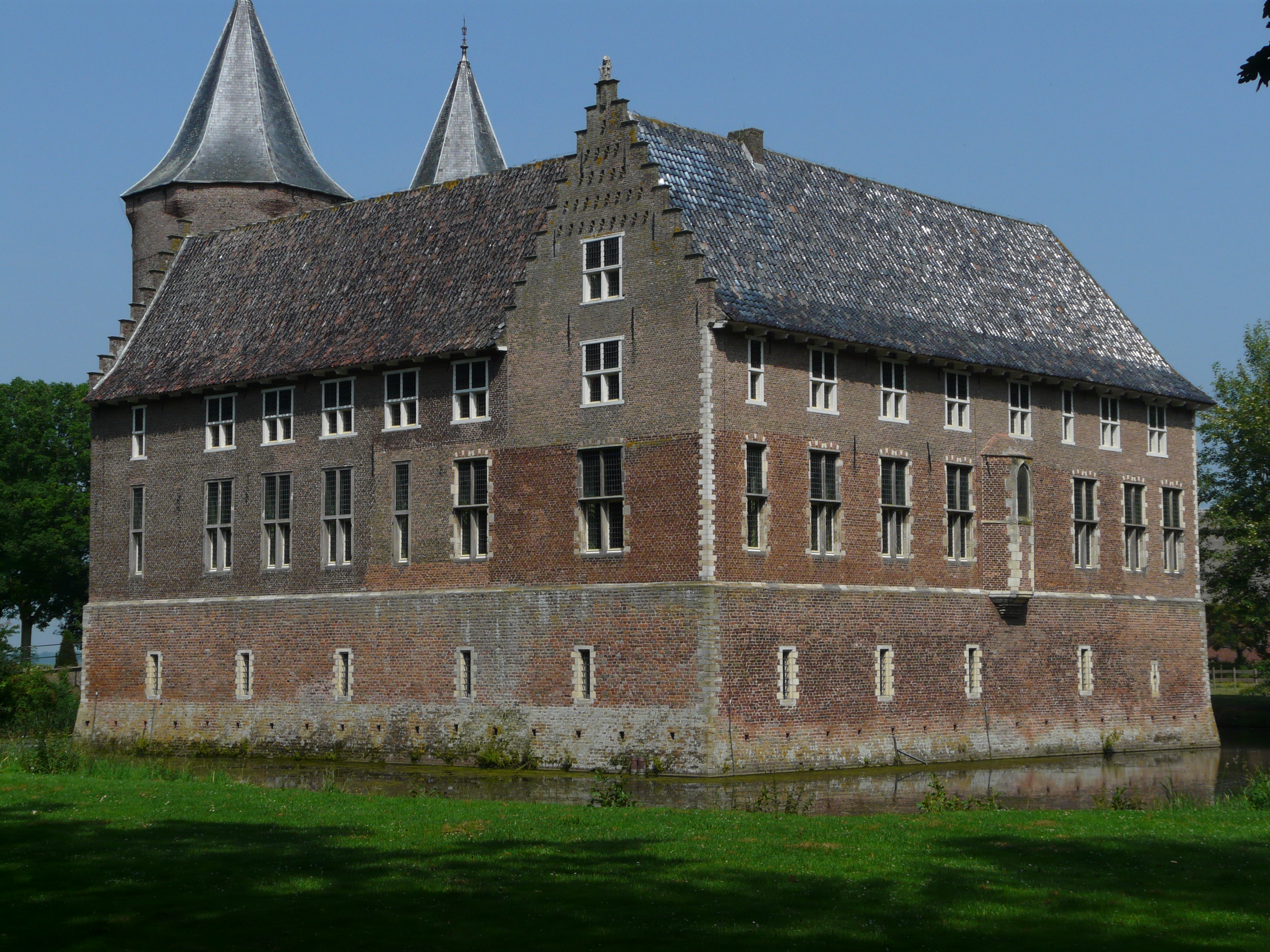
Kastell Dussen – Rückseite 2011

1815 wurde ein Mitglied einer Delfter Ratsherren- und Bürgermeisterfamilie unter dem Namen Van der Dussen in den niederländischen Adel aufgenommen. 1824 wurde dieser Vorgang in eine Erhebung mit Anerkennungsklausel umgewandelt. Hintergrund war, dass Mitglieder dieser Familie lange Zeit behaupteten, dass die Familie von den hier behandelten uradeligen Herren von der Düssen abstamme. Daher wurde die Adelserhebung in eine Anerkennung, vorbehaltlich entsprechender Nachweise, umgewandelt. Die behauptete Abstammung konnte jedoch nie nachgewiesen werden, so dass es bei der Ernennung zum Ritter und der Erhebung in den Adelsstand blieb. In den Niederlanden starb das Briefadelsgeschlecht 1909 aus.

## Wappen
Blasonierung: Der Schild Gold über Schwarz geteilt, darüber ein rot-silbern geschachtes Andreaskreuz.

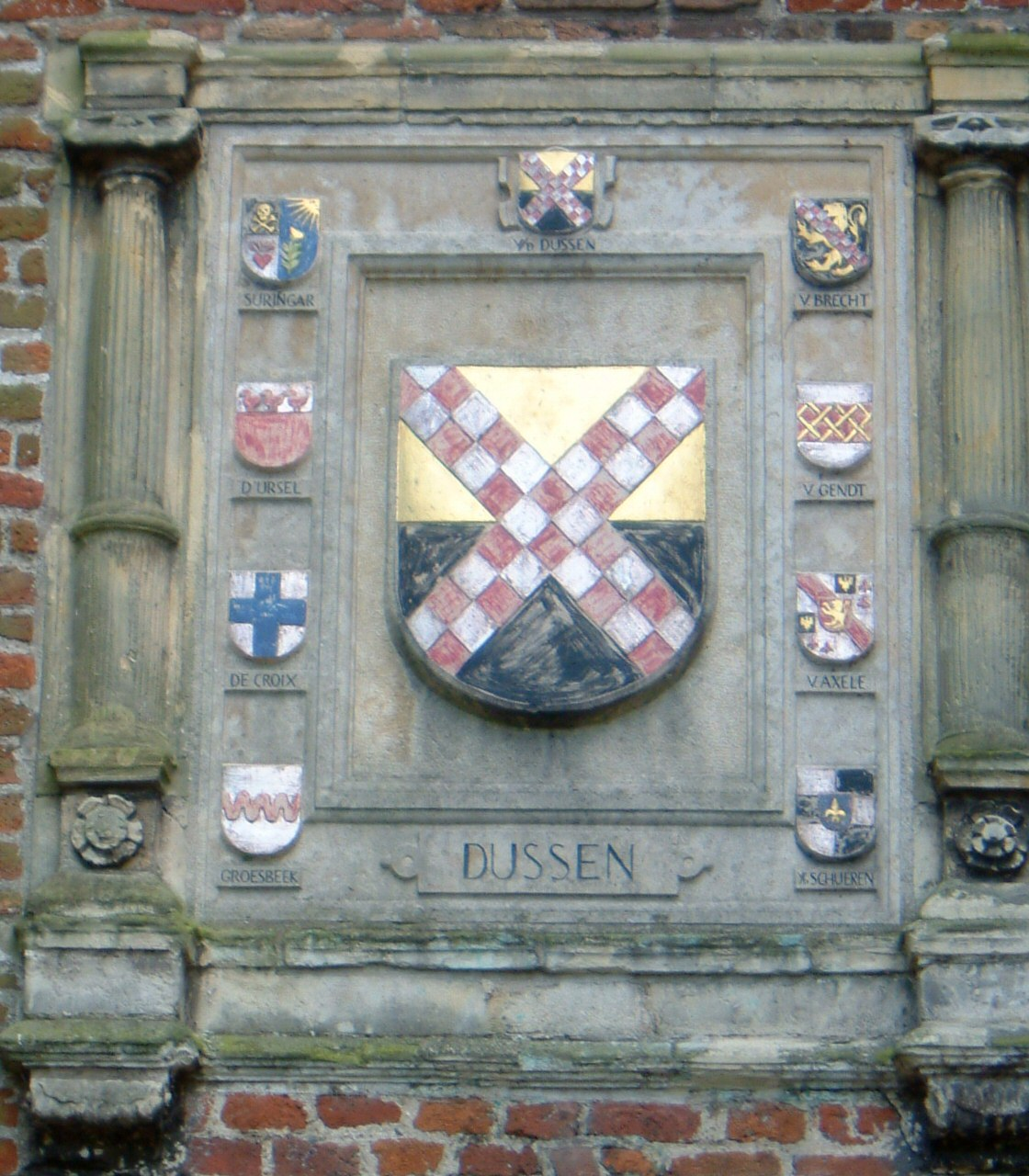
Wappenstein am Kastell Dussen
Zum Vergleich: Wappen der briefadeligen Van der Dussen von 1823